# Джорджтаун (Кайманові Острови)
Джорджтаун (англ. George Town) — місто на острові Великий Кайман, столиця заморської території Великої Британії Кайманові Острови. Населення міста 30,6 тис. Воно є значним оффшорним фінансовим центром, тут розташовано 600 банків, більшість з яких, однак, не мають постійних приміщень на острові. Також у місті розвинутий туризм, зокрема є умови для прийому круїзних суден. Оскільки місто є столицею, тут розташовані всі органи влади території.
| Кайманові Острови | Це незавершена стаття з географії Кайманових Островів. Ви можете допомогти проєкту, виправивши або дописавши її. |